# Euphyia poliata
Euphyia poliata là một loài bướm đêm trong họ Geometridae.